# Batalla del Eurimedonte
La batalla del Eurimedonte fue un episodio importante de la tercera guerra médica que tuvo lugar en 467 a. C., en el curso de la cual, la Liga de Delos, conducida por los atenienses y comandada por el estratego Cimón, venció a la flota persa en una doble batalla.

## Preludio
Tras la reunión de una gran flota persa en Aspendo, cerca de la desembocadura del río Eurimedonte, con el fin de lanzar una ofensiva mayor contra las polis (ciudades) griegas de Asia Menor, el estratego ateniense Cimón fue enviado con un considerable ejército a las costas minorasiáticas para ayudar a las ciudades aliadas y para liberar a las que aún estaban ocupadas por guarniciones persas. Esta expedición tuvo lugar poco después de la segunda guerra médica. El ateniense tomó el mando de la flota que estaba en Bizancio, zarpó rumbo a la ciudad de Eyón que se hallaba en poder de los persas, la sometió después de un asedio y conquistó la isla de Esciro. Su conquista obedeció a la necesidad de asegurar la ruta de El Pireo a Calcídica. Regresó a El Pireo, reforzó su flota con nuevos trirremes y zarpó con una flota de 200 buques de guerra, que fue acrecida con los que le enviaron los jonios y otros griegos asiáticos, alcanzando un total de 300. Con esta flota desde Cnido y Triopio izó velas rumbo a las ciudades de la costa Caria. Persuadió a todas las colonias griegas a rebelarse contra los persas. A las ciudades que eran bilingües y que tenían guarniciones persas las sometió a asedio. Una vez que tuvo de su parte a las ciudades carias, de la misma manera se ganó a las de Licia por medio de la persuasión.
Los persas por su parte prepararon el ejército de tierra reclutando sus propios hombres, mientras que su flota procedía de Fenicia, de Chipre y de Cilicia. 
Después, Cimón, navegó hacia la ciudad de Fasélide, que al principio se negó a recibirlo. Así que comenzó a asolar las tierras que rodeaban esta ciudad y la asedió. Con la mediación del contingente quiota de su flota, que navegaban en su escuadra y tenían una antigua amistad con los habitantes de Fasélide, dispararon flechas por encima de los muros de la ciudad, con mensajes adheridos a sus flechas para comunicarles la situación a los faselitas. Al final, Cimón llegó a un acuerdo con ellos, que pagaron diez talentos y aceptaron unirse a la liga y proporcionar tropas para la expedición. Al apoderarse de Fasélide, que era la ciudad griega más al este de Asia Menor y situada justo un poco al oeste del Eurimedonte, Cimón abortó la campaña persa antes incluso que hubiera comenzado, privando a los persas de la primera base naval que tenían la necesidad de controlar. Tomando otra iniciativa más, Cimón navegó después con su flota para atacar directamente a la persa en Aspendo.

## La batalla
El relato más completo lo proporciona Plutarco, según el cual los persas habían echado anclas en la desembocadura del Eurimedonte esperando la llegada de 80 naves fenicias procedentes de Chipre. Cimón llegó antes que estos refuerzos. La flota persa, deseosa de evitar el enfrentamiento, se batió en retirada por el río. Sin embargo, debido a la persecución de Cimón, los persas finalmente aceptaron entablar la batalla. El choque fue violento, a pesar de la superioridad numérica persa, su línea de batalla se rompió rápidamente. Según la estimación de Diodoro Sículo, Cimón luchó con 250 naves contra 350 de los enemigos. Los persas encallaron entonces sus barcos en el río, y con sus equipajes esperando la protección de un ejército aqueménida que estaba estacionado no lejos de allí. Sin duda, varias naves persas fueron capturadas o destruidas durante la batalla, pero es probable que la gran mayoría lo fueran mientras estaban varadas. Diodoro afirma que en la batalla fueron capturados 100 barcos persas con sus tripulaciones, y que las dotaciones de las naves abandonadas huyeron tierra adentro, siendo capturadas sus naves. El resto de la flota se refugió en Chipre.
El ejército persa hizo un movimiento hacia la flota griega, que también estaba varada con el objetivo de capturar los barcos persas. A pesar de la lasitud de sus tropas después de la primera batalla, Cimón, aprovechó la exaltación de la victoria, se hizo a la mar con toda la flota para a atacar las fuerzas terrestres de los persas, que habían levantado su campamento junto al río Eurimedonte. Mediante una añagaza, hizo que sus mejores hombres embarcaran en los barcos capturados a los enemigos, ordenándoles que se vistieran con ropas persas y se cubrieran la cabeza con tiaras. Según sigue contando Diodoro, «los persas acogieron a los atenienses disfrazados que llegaron con sus propios trirremes. Caída la noche, Cimón hizo desembarcar a sus soldados, y acogido como amigo por los persas, irrumpió en el campamento de los bárbaros. La confusión fue grande entre los persas y las fuerzas de Cimón hicieron una degollina... A Ferendates, sobrino del rey lo sorprendieron en su tienda y lo mataron... los persas no sospecharon que eran griegos los que venían contra ellos, porque estaban convencidos de que no disponían de infantería; pensaron que era el ejército de los pisidas, un pueblo vecino hostil hacia ellos» A continuación, el resto de los griegos desembarcados asaltó al ejército que venía a su encuentro. Al principio, la línea persa logró contener el asalto, pero al igual que en la batalla del Cabo Mícala, los hoplitas fuertemente armados acabaron por probar su superioridad y derrotaron a los persas y capturaron su campamento. Cimón, según Diodoro, mediante una antorcha levantada junto a las naves varadas, dio la orden de que sus soldados renunciaran al saqueo. Al día siguiente, después de erigir un trofeo, la flota griega zarpó rumbo a Chipre. 
La versión de esta batalla dada por Diodoro, sigue a Éforo. Según otra versión la batalla naval y la terrestre tuvieron lugar junto a la desembocadura del río. Todas las versiones coinciden en que se disputaron el mismo día.
Cimón, según Diodoro, había capturado 340 navíos, más de 20 000 hombres y una ingente cantidad de dinero. Tucídides apunta que el número de barcos persas capturados o destruidos fue 200. Sobre las pérdidas sufridas en ambos bandos en número de tropas no hay ninguna estimación: Plutarco menciona únicamente que tras la batalla naval los aliados hicieron 200 prisioneros de guerra. El biógrafo de Cimón, refiere que después condujo a su flota para interceptar los 80 barcos de refuerzo fenicios que los persas esperaban, y que tomándolos por sorpresa, destruyó o capturó completamente la flota. Sin embargo, Tucídides no hace mención de ninguna acción subsidiaria. 
Diodoro refiere que con el botín obtenido, Atenas separó el diezmo del botín y lo dedicó a Atenea con una ofrenda votiva con un epigrama grabado, atribuido a Simónides de Ceos. Esto se contradice con lo manifestado por él mismo en xi.61.7, de que Cimón impidió el saqueo del campamento y barcos persas. Plutarco indica que con la venta del botín se construyó la muralla meridional de la Acrópolis. Sobre el diezmo y las ofrendas al templo de Apolo de Delfos, cf. Plutarco, Nicias 13.5; Plutarco, Sobre los oráculos de la Pitia 397 F; Plutarco, Charlas de sobremesa 8.4.724B; Pausanias, op. cit. x.15.4-5. En Atenas se levantaron estelas en honor de los muertos en la batalla.

## Consecuencias
La batalla del Eurimedonte fue una victoria altamente significativa para la Liga de Delos, porque puso fin a la amenaza de otra invasión persa a Grecia. También evitó el intento persa de reconquistar las ciudades griegas de Asia Menor, al menos hasta el año 451 a. C., y tuvo como consecuencia que varias ciudades, particularmente de Caria se uniesen a la Liga de Delos. 
No obstante, a pesar de esta victoria, un statu quo se instaló entre Persia y la Liga, los griegos no llevaron más allá sus avances y los persas adoptaron una estrategia muy defensiva durante una quincena de años. La flota persa estuvo ausente del mar Egeo hasta 451 a. C., dejando enteramente la dominación de las costas de Asia Menor a los griegos. Según Plutarco, «esta hazaña desbarató los planes del Gran Rey, de modo que acordó aquella famosa paz (Paz del Rey) según la cual se mantendría alejado siempre del mar griego (mar Egeo) a una jornada de caballo y no navegaría más allá de las islas Quelidonias y Cianeas con grandes naves barcos de espolón de bronce».
La siguiente campaña de la Liga de Delos contra los persas se desarrolló en 460 a. C., cuando los atenienses decidieron apoyar una revuelta en la satrapía egipcia del Imperio aqueménida. Esta campaña duró seis años y terminó en desastre para los griegos.